# MetLife
MetLife, Inc. je holdingová společnost pro Metropolitan Life Insurance Company (MLIC), známou jako MetLife, a přidružené společnosti. MetLife je jedním z největších světových poskytovatelů pojištění, anuit a programů zaměstnaneckých výhod, s 90 miliony zákazníků ve více než 60 zemích. Společnost byla založena 24. března 1868. Na seznamu Fortune 500 pro rok 2018 byla řazena jako 43. největší společnost ve Spojených státech podle obratu.
V roce 1915, 6. ledna, uzavřela MetLife tzv. mutualizační proces, neboli změnu z akciové pojišťovací společnosti, vlastněné jednotlivci, na vzájemnou (angl. mutual) společnost, fungující bez externích akcionářů pouze pro blaho svých pojištěnců. Po 85 letech jako vzájemná společnost se MetLife v roce 2000 přeměnila zpět na veřejně obchodovanou společnost prostřednictvím initial public offering. Prostřednictvím svých poboček a přidružených společností si MetLife udržuje vedoucí pozici na trhu ve Spojených státech, Japonsku, Jižní Americe, v Pacifickém regionu Asie, v Evropě i na Středním východě. MetLife také obsluhuje 90 z největších společností ze seznamu Fortune 500.
MetLife sídlí v New Yorku v MetLife Building na adrese 200 Park Avenue, ačkoli tuto budovu již v roce 2005 prodala.
V lednu 2016 společnost oznámila, že svůj retailový tržní segment ve Spojených státech odloučí do separátní společnosti Brighthouse Financial, kterou založila v březnu 2017.